# جوليا هاردي
جوليا هاردي (بالإنجليزية: Julia Hardy)‏ هي مقدمة تلفزيونية بريطانية، ولدت في 7 فبراير 1980 في هارو ‏ في المملكة المتحدة.